# Le Héros et le Soldat
Le Héros et le Soldat (Arms and the Man) est une pièce de théâtre de George Bernard Shaw créée en 1894 à l'Avenue Theatre.

## Argument
Durant la guerre serbo-bulgare, en 1885, le capitaine suisse Bluntschli, contraint à la fuite, se réfugie dans chez les Petkoff, une famille bulgare.

## Productions notables
La pièce connaît un grand succès au Royaume-Uni. Un soir, Shaw est appelé lors des applaudissements et hué par un spectateur. Il répond alors « Mon cher ami, je suis tout à fait d'accord avec vous, mais que sommes-nous à deux contre tant d'autres ? »
Également produite aux États-Unis, c'est le premier succès international de l'auteur.
Parmi les productions notables, on peut citer la mise en scène de 1985 de John Malkovich avec Kevin Kline (remplacé par Malkovich après son départ), Glenne Headly et Raúl Juliá.

## Adaptations
- 1908 - Der tapfere Soldat, opérette d'Oscar Straus. Elle connait un grand succès commercial, mais laisse un goût amer à Shaw qui déteste cette adaptation et refusera des adaptations d'autres de ses œuvres de son vivant[2]
- 1932 - Arms and the Man, film réalisé par Cecil Arthur Lewis.
- 1958 - Les soldats ne sont pas de bois (Helden), film réalisé par Franz Peter Wirth.
- 1973 - Helden, Helden, comédie musicale d'Udo Jürgens.